# Кастиљоне дела Пескаја
Кастиљоне дела Пескаја (итал. Castiglione della Pescaia) је насеље у Италији у округу Гросето, региону Тоскана.
Према процени из 2011. у насељу је живело 3860 становника. Насеље се налази на надморској висини од 95 м.

## Становништво
| 1951. | 1961. | 1971. | 1981. | 1991. | 2001. | 2011. |
| ----- | ----- | ----- | ----- | ----- | ----- | ----- |
| 6.612 | 6.688 | 7.694 | 7.676 | 7.195 | 7.272 | 7.076 |